# Karate-Weltmeisterschaften 2023
Die Karate-Weltmeisterschaften 2023 fanden vom 24. bis 29. Oktober 2023 in der Papp László Budapest Sportaréna in Budapest, Ungarn statt. An den 26. Weltmeisterschaften nahmen insgesamt 1051 Karateka aus 103 Ländern teil.

## Medaillen

### Herren
| Disziplin         | Gold                    | Silber             | Bronze               |
| ----------------- | ----------------------- | ------------------ | -------------------- |
| Kata Herren       | Ali Sofuoğlu            | Damián Quintero    | Ariel Torres         |
| Kata Herren       | Ali Sofuoğlu            | Damián Quintero    | Kakeru Nishiyama     |
| Kata Team         | Japan                   | Türkei             | Spanien              |
| Kata Team         | Japan                   | Türkei             | Italien              |
| Kumite bis 60 kg  | Christos-Stefanos Xenos | Kaisar Alpysbay    | Angelo Crescenzo     |
| Kumite bis 60 kg  | Christos-Stefanos Xenos | Kaisar Alpysbay    | Eray Şamdan          |
| Kumite bis 67 kg  | Steven Da Costa         | Nenad Dulovic      | Didar Amirali        |
| Kumite bis 67 kg  | Steven Da Costa         | Nenad Dulovic      | Fahad Alkhathami     |
| Kumite bis 75 kg  | Abdalla Abdelaziz       | Gábor Hárspataki   | Ernest Sharafutdinov |
| Kumite bis 75 kg  | Abdalla Abdelaziz       | Gábor Hárspataki   | Andrii Zaplitnyi     |
| Kumite bis 84 kg  | Youssef Badawy          | Mahdi Khodabakhshi | Valerii Chobotar     |
| Kumite bis 84 kg  | Youssef Badawy          | Mahdi Khodabakhshi | Mohammad Aljafari    |
| Kumite über 84 kg | Medhi Filali            | Tarek Mahmoud Taha | Djorde Tesanovic     |
| Kumite über 84 kg | Medhi Filali            | Tarek Mahmoud Taha | Sajjad Ganjzadeh     |
| Team              | Japan                   | Türkei             | Spanien              |
| Team              | Japan                   | Türkei             | Italien              |

### Damen
| Event             | Gold               | Silber              | Bronze                   |
| ----------------- | ------------------ | ------------------- | ------------------------ |
| Kata Damen        | Hikaru Ono         | Grace Lau           | Paola Garcia Lozano      |
| Kata Damen        | Hikaru Ono         | Grace Lau           | Terryana D’Onofrio       |
| Kata Team         | Japan              | Italien             | Spanien                  |
| Kata Team         | Japan              | Italien             | Ägypten                  |
| Kumite bis 50 kg  | Moldir Zhangbyrbay | Erminia Perfetto    | Reem Ahmed Salama        |
| Kumite bis 50 kg  | Moldir Zhangbyrbay | Erminia Perfetto    | Yorgelis Salazar Camacho |
| Kumite bis 55 kg  | Tuba Yakan         | Iwet Goranowa       | Barbara Perez            |
| Kumite bis 55 kg  | Tuba Yakan         | Iwet Goranowa       | Anschelika Terljuha      |
| Kumite bis 61 kg  | Gong Li            | Fatima Naz Yenen    | Laura Sivert             |
| Kumite bis 61 kg  | Gong Li            | Fatima Naz Yenen    | Noursin Aly              |
| Kumite bis 68 kg  | Irina Zaretska     | Elena Quirici       | Alizee Agier             |
| Kumite bis 68 kg  | Irina Zaretska     | Elena Quirici       | Georgia Zefanya Ceyco    |
| Kumite über 68 kg | Ayaka Saito        | Maria Torres Garcia | Shaaban Okila Menna      |
| Kumite über 68 kg | Ayaka Saito        | Maria Torres Garcia | Clio Ferracuti           |
| Team              | Spanien            | Japan               | Kosovo                   |
| Team              | Spanien            | Japan               | Kroatien                 |

## Medaillenspiegel
| Rang  | Land                           | Gold | Silber | Bronze | Gesamt |
| ----- | ------------------------------ | ---- | ------ | ------ | ------ |
| 1     | Japan                          | 4    | 1      | 1      | 6      |
| 2     | Ägypten                        | 2    | 2      | 4      | 8      |
| 3     | Türkei                         | 2    | 2      | 1      | 5      |
| 4     | Frankreich                     | 2    | 0      | 3      | 5      |
| 5     | Spanien                        | 1    | 2      | 3      | 6      |
| 6     | Kasachstan                     | 1    | 1      | 1      | 3      |
| 7     | Jordanien                      | 1    | 0      | 1      | 2      |
| 8     | Aserbaidschan                  | 1    | 0      | 0      | 1      |
|       | Griechenland                   | 1    | 0      | 0      | 1      |
|       | Volksrepublik China            | 1    | 0      | 0      | 1      |
| 11    | Italien                        | 0    | 2      | 5      | 7      |
| 12    | Iran                           | 0    | 1      | 1      | 2      |
| 13    | Bulgarien                      | 0    | 1      | 0      | 1      |
|       | Montenegro                     | 0    | 1      | 0      | 1      |
|       | Ungarn                         | 0    | 1      | 0      | 1      |
|       | Hongkong                       | 0    | 1      | 0      | 1      |
|       | Schweiz                        | 0    | 1      | 0      | 1      |
| 18    | Ukraine                        | 0    | 0      | 3      | 3      |
| 19    | Venezuela                      | 0    | 0      | 2      | 2      |
| 20    | Kosovo                         | 0    | 0      | 1      | 1      |
| 20    | Saudi-Arabien                  | 0    | 0      | 1      | 1      |
| 20    | Kroatien                       | 0    | 0      | 1      | 1      |
| 20    | Vereinigte Staaten             | 0    | 0      | 1      | 1      |
|       | Indonesien                     | 0    | 0      | 1      | 1      |
|       | Serbien                        | 0    | 0      | 1      | 1      |
|       | Individuelle neutrale Athleten | 0    | 0      | 1      | 1      |
| Total | Total                          | 16   | 16     | 32     | 64     |